# Grano (colore)
Grano è il colore giallo pallido, che ricorda, come suggerisce il nome stesso, il colore del  frumento o grano.
La testimonianza più antica scritta dell'utilizzo del termine wheat, ossia grano, come nome di un colore si ritrova in Inghilterra nel 1711.